# Vuelo 841 de TWA (1974)
El 8 de septiembre de 1974, un Boeing 707-331B (matrícula: N8734) que operaba como el vuelo 841 de TWA de Tel Aviv a Nueva York, vía Atenas y Roma, se estrelló en el Mar Jónico, causando la muerte de todos los pasajeros. La Junta Nacional de Seguridad en el Transporte determinó que el avión había sido destruido por una bomba oculta en la bodega de carga. La detonación de la bomba destruyó los sistemas responsables de operar las superficies de control del avión, lo que provocó que este se inclinara hasta entrar en pérdida y se hundiera en el mar.

## Antecedentes
Tras la expulsión de la OLP de Jordania tras la guerra civil jordano-palestina, las organizaciones militares palestinas convirtieron el sur del Líbano en su cuartel general, reclutando a militantes de los campos de refugiados palestinos. El sur del Líbano también se conocía como Fatahlandia, debido al control casi total de Fatah y otras organizaciones militares palestinas sobre esta zona oficialmente libanesa, que utilizaron para perpetrar ataques contra Israel.

## Aeronave y tripulación
El Boeing 707-331B (matrícula N8734) realizó su primer vuelo en marzo de 1969 y fue adquirido por Irving Trust Corporation antes de ser arrendado a TWA el 7 de abril de 1969. Estaba propulsado por cuatro motores turbofán Pratt & Whitney JT3D-3B.
El capitán era Donald H. Holliday, de 55 años, con 21.960 horas de vuelo, incluidas 7.280 horas en el Boeing 707. Debido a su hipermetropía, debía usar gafas graduadas. El primer oficial de Holliday fue Jon L. Cheshire, de 36 años, quien contaba con 9139 horas de vuelo, 5311 de ellas en el Boeing 707. El ingeniero de vuelo fue Ralph H. Bosh, de 37 años, quien contaba con 6634 horas de vuelo, 3548 de ellas en el Boeing 707.Había seis auxiliares de vuelo a bordo.

## Eventos
La oficina de la aerolínea en Tel Aviv informó que 49 pasajeros abordaron el avión allí con destino a Roma y a los Estados Unidos. Entre ellos se encontraban 17 estadounidenses (más un bebé), 13 japoneses, cuatro italianos, cuatro franceses, tres indios, dos iraníes, dos israelíes, dos ceilandeses, un australiano y un canadiense. Las nacionalidades de otros 30 pasajeros y de los nueve miembros de la tripulación no se conocían de inmediato en ese momento. Reuters informó un total de 37 estadounidenses a bordo. El accidente ocurrió aproximadamente a 50 millas náuticas al oeste de Cefalonia, Grecia.: 1 
Después de detenerse durante 68 minutos en Atenas, el avión partió hacia Roma. Aproximadamente 30 minutos después del despegue, el avión se estrelló en el mar Jónico. La aeronave fuera de control fue observada por la tripulación de vuelo del vuelo 110 de Pan Am. Ellos vieron cómo el avión realizaba un ascenso pronunciado, seguido de la separación de un motor del ala y una caída en espiral mortal. Los 79 pasajeros y nueve miembros de la tripulación fallecieron.
En Beirut, se informó que una organización juvenil palestina afirmó haber puesto a un guerrillero en el avión con una bomba. Sin embargo, un portavoz de TWA declaró que era "altamente improbable" que se tratara de un sabotaje. Posteriormente, la Junta Nacional de Seguridad del Transporte determinó que el avión fue efectivamente destruido por una bomba oculta en la bodega de carga, la cual provocó una falla estructural que resultó en la pérdida de control del vuelo. El USS Independence, junto con el USS Biddle, fue asignado para recuperar los restos y los cuerpos. Los restos del avión reposan a 3164 m (10 380,6 pies) de profundidad, y se decidió que la información adicional que pudiera contener el avión (como las grabadoras de vuelo a bordo) no justificaba el costo y la dificultad de recuperar el fuselaje principal.
La sospecha recayó sobre Abu Nidal y su organización terrorista, ya que la "Organización Nacional de la Juventud Árabe para la Liberación de Palestina", un grupo dirigido por Abu Nidal desde Libia, se atribuyó la responsabilidad.
En enero de 2009, Associated Press publicó una investigación indicando que Khalid Duhham Al-Jawary, responsable del Complot de atentados en Nueva York de 1973, estaba vinculado al atentado contra el vuelo 841 de TWA.